# Kathinka von Rosen
Freifrau Kathinka von Rosen (* 20. Februar 1837 als Marie Cathinka Emma Fabricius in Athen; † 14. März 1919 in Burg (bei Magdeburg)) war eine deutsche Autorin.

## Leben
Katinka Fabricius war eine Tochter des in Friedrichstadt geborenen Christoph von Fabricius (1802–1880), der 1825 zur Unterstützung der Griechischen Revolution ins Land gekommen war und Griechenland 1844 wieder verließ. Er trat danach in dänische Dienste.
Im Jahr 1861 heiratete sie den Arzt und Politiker Wilhelm Sophus Andreas von Rosen (1820–1866), der bereits wenige Jahre später, kurz nach seiner Ernennung vom Krankenhaus- und Gefängnisarzt, im damals dänischen Sankt Croix starb. Nach dem Tod ihres Mannes kam sie nach Wien, wo auch ihr Vater nach seiner Verbannung aus Schleswig-Holstein lebte.
In Wien widmete sie sich der Krankenpflege. Im Jahr 1875 gehörte sie zu den Mitbegründerinnen des Rudolfinervereins in Wien, trat aber nach Meinungsverschiedenheiten mit Theodor Billroth bald wieder aus. Sie soll im Russisch-Türkischer Krieg in militärischen, später auch zivilen Krankenhäusern tätig gewesen sein.
1885 wurde Freifrau Katinka von Rosen zur Provisorischen Präsidentin (Vizepräsidentin) des Vereins der Schriftstellerinnen und Künstlerinnen in Wien gewählt. Noch in diesem Jahr zog sie ins Ausland, wahrscheinlich nach Deutschland. Sie lebte danach in Berlin und möglicherweise zeitweise auch in Leipzig. Im August 1914 wird ihr Wohnort mit Gmunden angegeben.
Kathinka von Rosen veröffentlichte mehrere Schriften zur Krankenpflegerinnenausbildung. 1904 wurde sie mit dem Buch Über den moralischen Schwachsinn des Weibes bekannt. Dieses war an die Schrift Über den physiologischen Schwachsinn des Weibes von Paul Julius Möbius angelehnt und erhielt viel Kritik von Frauen verschiedener Herkunft. 1914 äußerte sie sich begeistert über den beginnenden Ersten Weltkrieg.

„Seit Jahren habe ich den Krieg erwartet, und seitdem er uns aufgezwungen wurde, danke ich Gott täglich und stündlich, dass er mich diese große herrliche Zeit, die Auferstehung unseres Volkes, erleben lässt.“

## Schriften (Auswahl)
- Über die Organisation der bisher bestehenden Schulen zur Ausbildung von Pflegerinnen für Kranke und Verwundete, Wien: Köhler, 1879. (UBS 160504 I)
- Leitfaden für Krankenpflegerinnen : enthaltend die Privatpflege, den Spitaldienst, die Krankenpflege im Kriege und die Pflege des kranken Kindes, Wien: Faesy, 1882. (ÖNB 51727-B.Neu-Mag) OCLC 916967255
- Pflege des kranken Kindes, Wien: Fromme, 1882. (ÖNB 40223-A.Neu-Mag)
- Die Kinder-Erziehung mit besonderer Rücksichtnahme auf die Charakter-Bildung : ein Leitfaden für Eltern zur leiblichen und geistigen Gesundheitspflege ihrer Kinder, Wien [u. a.]: Prochaska, 1884. (ÖNB 296783-B.Neu-Mag) OCLC 800911938
- Zur Dienstbotenfrage, eine Erwiderung an Oskar Stillich, Leipzig: Verlag der Frauen-Rundschau, 1903.
- Über den moralischen Schwachsinn des Weibes, Halle a. Saale, Marhold, 1904. OCLC 15723533
- Zur Frauenfrage, deutsche Frauen an die Front!, weibliche Notstandsarbeiten, Berlin: Verlag des Vaterländischen Schriftenverbandes, 1910. OCLC 705397197